# Hauptverband der gewerblichen Berufsgenossenschaften
Der Hauptverband der gewerblichen Berufsgenossenschaften e. V. (HVBG) war von 1887 bis 2007 der Spitzenverband und die Interessenvertretung der gewerblichen Berufsgenossenschaften. Am 1. Juli 2007 schloss er sich mit dem Bundesverband der Unfallkassen zum gemeinsamen Spitzenverband der deutschen Unfallversicherungsträger zusammen.

## Aufgaben
Der Hauptverband der gewerblichen Berufsgenossenschaften „fördert[e] die gemeinsamen Aufgaben seiner Mitglieder zum Wohle der Versicherten und der Unternehmen, vor allem auf den Gebieten des Arbeitsschutzes, der Verhütung von Arbeitsunfällen, Berufskrankheiten und arbeitsbedingten Gesundheitsgefahren, der Ersten Hilfe, der Rehabilitation, der Entwicklung des Sozialversicherungsrechts und der Rationalisierung der Verwaltungsarbeit.“
Daneben erfüllte er koordinierende Aufgaben, wie beispielsweise die zentrale Statistik der gewerblichen Berufsgenossenschaften oder die Durchführung des allgemeinen und des besonderen Lastenausgleichs  für die sogenannten DDR-Altlasten, die die Berufsgenossenschaften aus der Unfallversicherung der DDR aufgrund des Einigungsvertrags übernommen hatten. Er war außerdem zentraler Dienstleister des DALE-UV-Verfahrens, mit dem Ärzte digitale Krankheits- und Unfallberichte an die Berufsgenossenschaften übertragen können.

## Organisation
Wie auch andere Verbände der deutschen Sozialversicherungsträger war der HVBG eine privatrechtliche Organisation mit der Rechtsform eines eingetragenen Vereins. Im Gegensatz zu seinen Vereinsmitgliedern, den gewerblichen Berufsgenossenschaften, war der HVBG also keine öffentlich-rechtliche Körperschaft. Organe waren der Vorstand und die Mitgliederversammlung.
Der Hauptverband hatte seinen Sitz ursprünglich in Sankt Augustin. Nach der Verlegung des Sitzes nach Berlin, verblieb die Geschäftsstelle in Sankt Augustin. Der Verband hatte sechs Landesverbände, die auch nach der Gründung des Nachfolgeverbands DGUV als rechtlich unselbständige Organisationsstrukturen erhalten blieben.
Der HVBG war Träger folgender sechs Einrichtungen:
- Berufsgenossenschaftliche Zentrale für Sicherheit und Gesundheit (BGZ) in Sankt Augustin
- Berufsgenossenschaftliches Institut Arbeit und Gesundheit (BGAG) in Dresden (geo)
- Berufsgenossenschaftliches Institut für Arbeitsschutz (BGIA) in Sankt Augustin
- Berufsgenossenschaftliches Forschungsinstitut für Arbeitsmedizin (BGFA) in Bochum
- Berufsgenossenschaftliche Akademie (BGA) in Hennef
- HVBG Prüfung & Beratung in Sankt Augustin

In der Initiative Gesundheit und Arbeit arbeitete der HVBG sozialversicherungsübergreifend mit dem BKK-Bundesverband und dem AOK-Bundesverband zu Arbeitsschutz und betrieblicher Gesundheitsförderung.

## Geschichte
Der Verband wurde am 27. Juni 1887 als Verband der deutschen Berufsgenossenschaften in Berlin von 32 Berufsgenossenschaften gegründet. Nach den Vorstellungen der Gründungsmitglieder sollte der Verband vorrangig dem Meinungs- und Erfahrungsaustausch dienen und Sprachrohr der neu ins Leben gerufenen gesetzlichen Unfallversicherung sein. Allzu große Eigenständigkeit gestand man ihm jedoch nicht zu. Die Berufsgenossen wollten ihr gerade gewonnenes Selbstverwaltungsrecht nicht zu Gunsten einer starken Dachvereinigung einschränken. Der Verband der deutschen Berufsgenossenschaften wurde daher in Rechtsform eines nicht eingetragenen und damit nicht rechtsfähigen Vereins gegründet. Die Vereinsmitgliedschaft stand allen Berufsgenossenschaften offen. Das Budget des BG-Verbands war bescheiden; die Arbeit im Verein erfolgte auf ehrenamtlicher Grundlage. Sie war geprägt vom Erfahrungsaustausch und von der Abstimmung einheitlicher Vorgehensweisen bei der Verwirklichung der gesetzlichen Unfallversicherung.
Im Jahr 1921 – mittlerweile waren alle gewerblichen Berufsgenossenschaften Mitglied des BG-Verbands – wurde dieser neu organisiert: Unter dem neuen Namen Hauptverband der gewerblichen Berufsgenossenschaften wurde er in das Berliner Vereinsregister eingetragen und erhielt damit Rechtsfähigkeit. Zugleich wurde ein hauptamtlich tätiger Vorsitzender bestellt.
Der Zweite Weltkrieg und die Teilung Deutschlands wirkten sich auch auf den Hauptverband aus: Mit der Auflösung der in Ost- und Mitteldeutschland ansässigen Berufsgenossenschaften ging ein großer Teil der Vereinsmitglieder verloren. 1948 stellte der HVBG seine Arbeit in Berlin größtenteils ein und verlagerte seine Aktivitäten in die neu gegründete Bonner Geschäftsstelle.

## Vereinigung mit dem Bundesverband der Unfallkassen
Zum 1. Juli 2007 verschmolzen der HVBG und der Bundesverband der Unfallkassen zum gemeinsamen Spitzenverband Deutsche Gesetzliche Unfallversicherung (DGUV). Sitz der DGUV ist Berlin.

## Personen
- Herbert Kleinherne, Vorsitzender auf Arbeitgeberseite 1991–2004